# لك (وحدة)

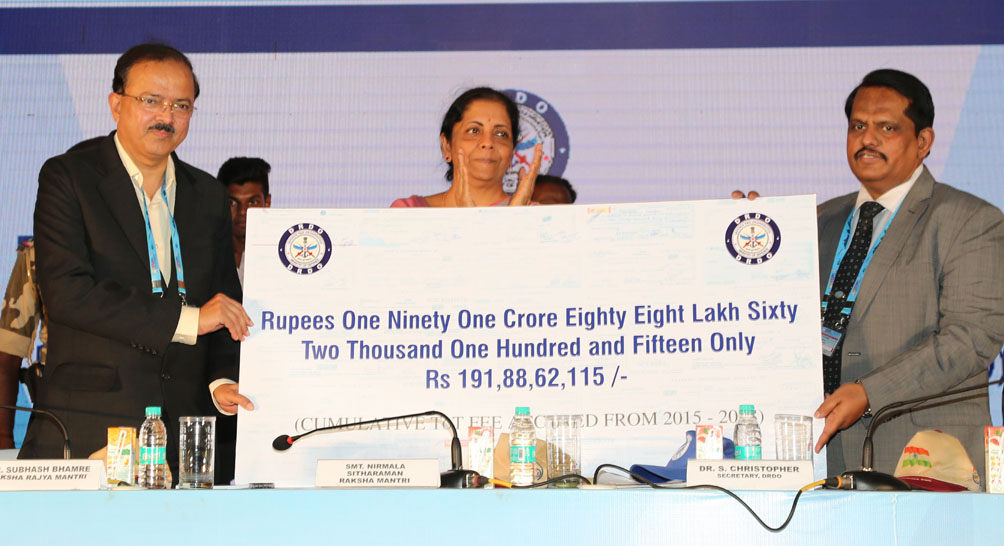

لك (يُختصر بـ L، وأحيانًا Lac أو Lacs) هي وحدة في نظام الترقيم الهندي تُساوي مائة ألف (100000؛ الرموز العلمية: 10 5). في الاتفاقية الهنديَّة لتجميع الأرقام، تُكتبُ على أنها 1,00,000. على سبيل المثال، في الهند 150,000 روبية تُصبح 1.5 لك روبية، كما هو مكتوب 1,50,000 روبية هندية أو 1,50,000 INR.